# Siergiejcewo (przystanek kolejowy)
Siergiejcewo (ros. Сергейцево) – przystanek kolejowy w pobliżu miejscowości Siergiejcewo, w rejonie kowrowskim, w obwodzie włodzimierskim, w Rosji. Położony jest na nowym szlaku Kolei Transsyberyjskiej.